# LAZ A141 Liner
LAZ A141D1 Liner (укр. ЛАЗ А141Д1 Лайнер) — 9,2 метровий автобус середнього класу Львівського автобусного заводу для міських, приміських та міжміських перевезень пасажирів на відстані до 400 кілометрів, що вперше був представлений 29 травня 2012 року. Автобус є наступником моделі LAZ Liner 9. Після ребрендингу в 2014 році отримав назву ЛАЗ 695 «Легенда» на честь легендарного ЛАЗ 695.

## Опис
Кузов — оцинкований, з терміном експлуатації 15 років. Дизайн передньої і задньої склопластикових масок вирішено в стилі відомих низькопідлогових CityLAZ.
На автобусі встановлено двигун DEUTZ BF4M1013 (Євро-2) потужністю 190 к.с. або ж Yuchai YC4G (Євро-2) потужністю 180 к.с. Окрім цього, можливе встановлення двигуна, який відповідає сучасним європейським нормам викидів до Євро-5. Коробка передач від європейського виробника ZF і рульовий механізм теж фірми ZF. Передня і задня ресорна підвіска з компенсуючими пружинами.
Лайнер 141 має сім варіантів планування салону, з них п'ять — міські та приміські версії, і дві — міжміські: звичайна на 35 місць для сидіння і підвищеного комфорту на 30 місць, обладнана аудіо та відео системами.
Ціна автобуса становить 550 тис. грн.